# Melandrya caraboides
Melandrya caraboides là một loài bọ cánh cứng trong họ Melandryidae. Loài này được Linnaeus miêu tả khoa học năm 1761.